# Григораш, Йоан
Йоан Григораш (рум. Ioan Grigoraș, род. 7 января 1963, Băcâia, Хунедоара) — румынский борец греко-римского стиля, призёр чемпионатов мира, Европы и Олимпийских игр.

## Биография
Родился в 1963 году в коммуне Бэча жудеца Хунедоара. В 1985 году стал серебряным призёром чемпионата мира. В 1990 году завоевал бронзовую медаль чемпионата Европы. В 1992 году завоевал серебряную медаль чемпионата Европы, а на Олимпийских играх в Барселоне стал обладателем бронзовой медали.